# ب‌ام‌و سری ۵ (ای۶۰)
ب‌ام‌و ای۶۰/ای۶۱ یک خودرو از ب ام و است که پنجمین نسل از ب ام و سری ۵ است که از سال ۲۰۰۳ تا ۲۰۱۰ فروخته می‌شد. شکل‌های بدنه این خودرو عبارتند از:
- ۴ در سدان(کد مدل:E60)
- ۵-در استیشن واگن (کد مدل:E61، این مدل به بازار به نام «تورینگ» فروخته شد)

طراحی این خودرو با سرپرستی کریس بنگل از طراحان مطرح خودرو بوده است. این خودرو با موتور های مختلفی در خط تولید قرار گرفته که از کد های 520-523- 525-530- 535- 540 و M5. اولین و تنها موتور ده سیلندر بی ام و S85 بر روی این اتاق قرار گرفت  که ۵۰۰ اسب بخار قدرت تولید میکرد

## نگارخانه

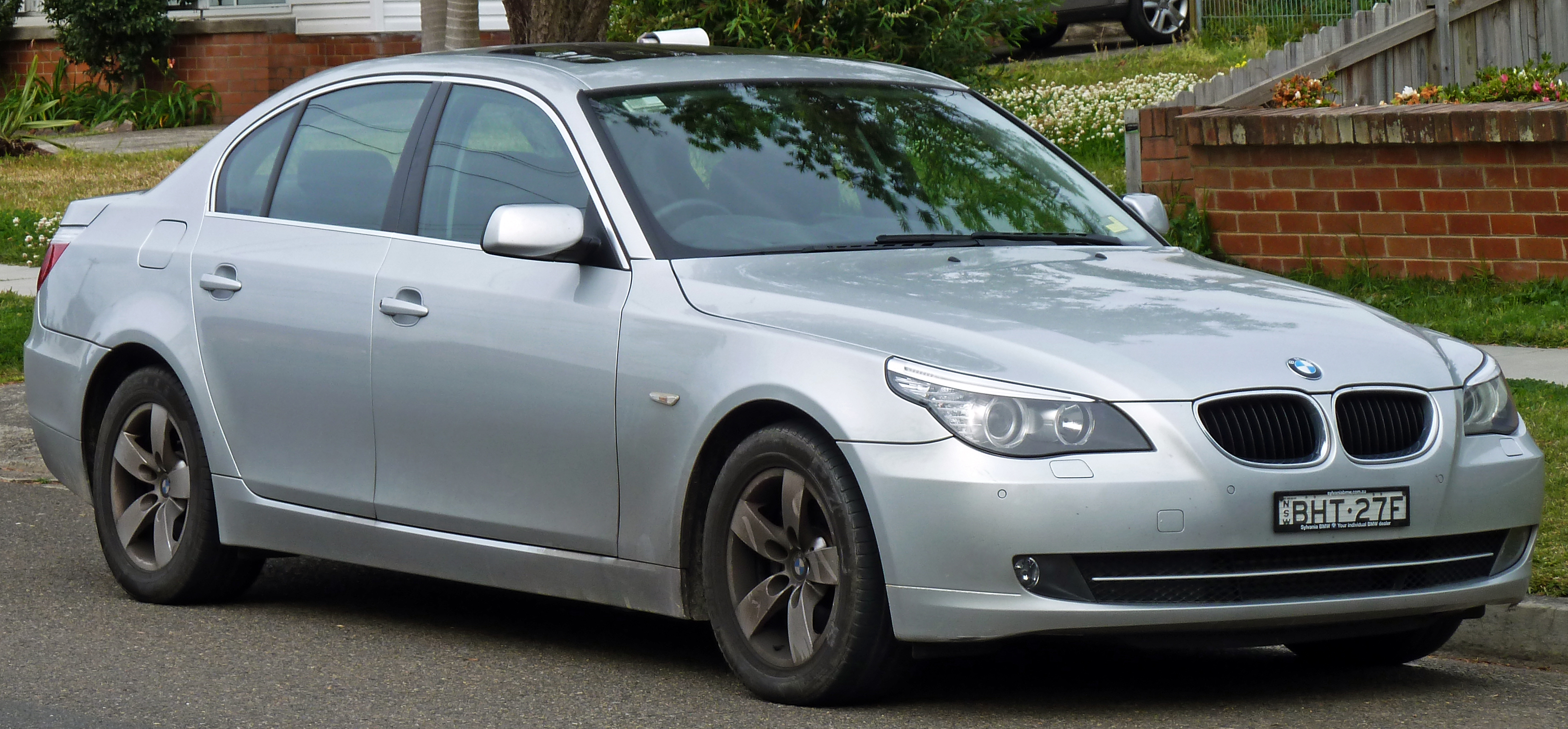
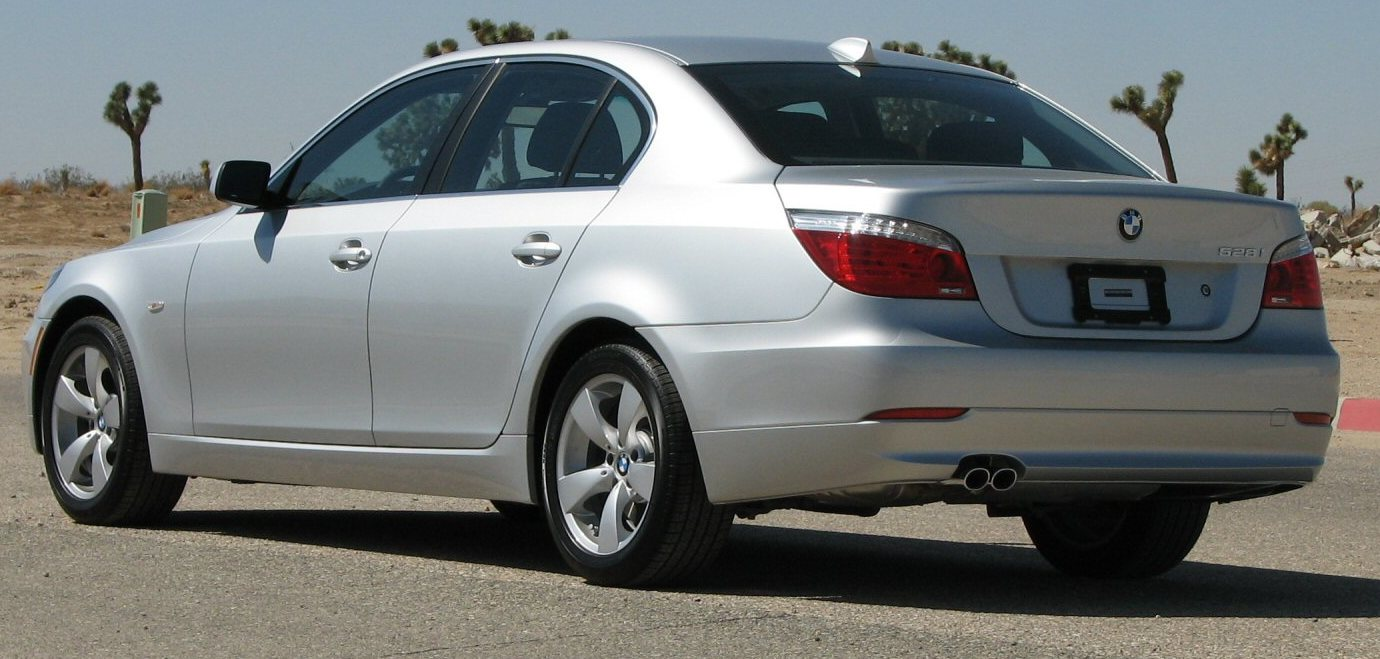